# Irritación

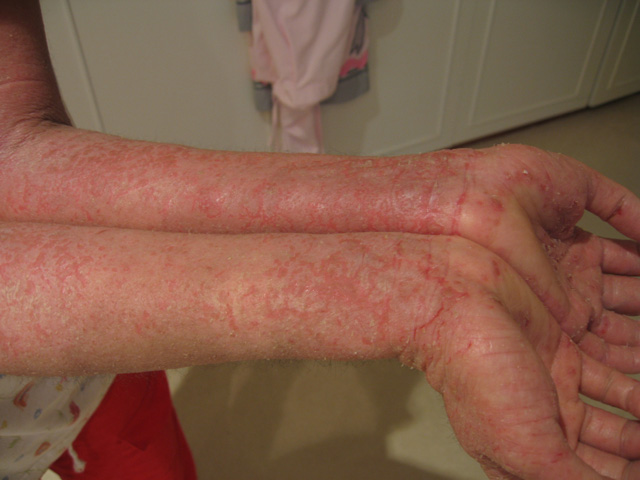
Una irritación de eczema en los brazos.

En el campo de la medicina y la biología una irritación es un estado inflamatorio o una reacción dolorosa del organismo causados principalmente por algún tipo de alergia a agentes químicos o a otros estímulos (por ejemplo, el calor o la luz ultravioleta). Se puede sufrir una irritación o picazón en diferentes partes del cuerpo: los ojos, la nariz, los intestinos, la piel, etcétera.
La irritación de la piel  se considera un problema importante para la sociedad
Se manifiesta principalmente con enrojecimiento y a menudo con ardor o prurito. En el caso de irritación gástrica se manifiesta con pirosis (acidez), dolor, náuseas, vómitos, entre otros síntomas.

## Etiología
Los mecanismos que causan una irritación, donde participan (normalmente) las citocinas, son de diversos tipos. Las principales causas de estos estados anómalos son los alimentos ingeridos, los objetos con que se entra en contacto, la calidad del aire o algunos tipos de enfermedades.